# 陆溪镇
陆溪镇，是中华人民共和国湖北省咸寧市嘉鱼县下辖的一个乡镇级行政单位。

## 行政区划
陆溪镇下辖以下地区：
陆溪社区、界石村、官洲村、邱湾村、藕塘村、铜山村、虎山村、印山村和花园村。